# Natuurbescherming in België
Natuurbescherming in België kreeg omstreeks 1900 vorm toen de eerste natuurbeschermingsorganisaties werden opgericht. Belangrijk Belgisch wapenfeit is de oprichting van het eerste nationale park in Afrika. Doelen van de Belgische natuurbescherming zijn het behoud van dier- en plantensoorten en hun leefgebieden, landschappen en bijzondere overblijfselen van cultuur. De natuurbescherming is grotendeels per gewest georganiseerd, zowel wat betreft de particuliere als overheidsinstanties. Anno 2016 is er ruim 100.000 ha natuurgebied in beheer.

## Korte geschiedenis
De eerste Belgische natuurorganisaties waren de Liga van Vrienden van het Zoniënwoud (1909), de Vereniging voor Natuur- en Stedenschoon (1910), het Koninklijk Belgisch Verbond voor de Bescherming van de Vogels (1922) en de Ligue pour la protection des Oiseaux. Er was vanaf 1835 eeuw al enige wetgeving voor monumentenbescherming, bedoeld om bepaalde historische plaatsen te beschermen. In 1912 kreeg de commissie die hiermee was belast, de taak uit het werkveld te breiden tot landschappen, waarna de naam veranderde in de Koninklijke Commissie voor Monumenten en Landschappen. Onder degenen die zich bezighielden met natuurbescherming bevonden zich kunstenaars, de Touring club België en diverse wetenschappers. In 1912 bijvoorbeeld bracht de Koninklijke Vereniging voor Plantkunde een rapport uit met als titel 'Que sont devenues nos plantes rare de 1860?. Tot de eerste biologen die zich systematisch bezighielden met natuurbescherming behoorde de bioloog Jean Massart die een overzicht schreef van te beschermen Belgische natuurgebieden. Een van de belangrijkste Belgische wapenfeiten was de stichting van nationale parken in Belgisch Congo. De doelen van de Belgische natuurbeschermers zijn er waren het beschermen van delen van de natuur, zowel soorten planten en dieren als hun leefgebieden en bepaalde landschappen, alsmede overblijfselen van menselijke cultuur, waaronder zeker aanvankelijk ook  bepaalde dorps- en stadsgezichten. De vormgeving van het natuurbeschermingsstreven veranderde verscheidene malen. In de loop van de 20e eeuw vooral na 1970 is natuurbescherming uitgegroeid tot een belangrijke maatschappelijke sector met vele particuliere en overheidsinstanties, vele wettelijke regelingen en alleen al in Vlaanderen ongeveer honderdduizend hectaren natuurterrein. Na de federalisering wordt natuurbescherming behartigd door particuliere en overheidsinstanties die per gewest zijn georganiseerd.

## Natuurreservaten
Op het gebied van het beheer van Natuurreservaten in Vlaanderen is de organisatie Natuurpunt de belangrijkste particuliere instantie met ruim 20.000 hectare natuurgebied in beheer en circa 100.000 leden (2014). Voorts zijn in Vlaanderen actief: Natuur 2000, Limburgs Landschap vzw, Kempens Landschap vzw en vzw Durme. In Wallonië en Brussel is er Natagora als tegenhanger van Natuurpunt. Daarnaast is er de Vereniging Ardenne et Gaume, die betrokken was bij de stichting van de reservaten Furfooz, Poilvache, parc national Bohan-Membre en Parc National Lesse et Lomme. Het eerste nationaal park werd gesticht in Belgisch Congo (1925) door koning Albert I van België, vooral voor wetenschappelijk onderzoek. In België zelf zijn na de Tweede Wereldoorlog enkele gebieden door de staat aangewezen als natuurreservaat, Hoge Venen en De Westhoek. 
Nu na de overheveling van natuurbescherming naar de gewesten is in Vlaanderen het Agentschap voor Natuur en Bos actief als terreinbeheerder. In 2006 is het Nationaal Park Hoge Kempen opgericht dat naast bossen verscheidene natuurterreinen omvat en is daarmee het enige officiële Belgische nationale park.

## Internationaal
Internationaal heeft België een belangrijke rol gespeeld in de natuurbescherming. In 1902 tekende het land de Internationale Conventie ter Bescherming van de Vogels en in 1928 werd in Brussel het Internationale Bureau voor Natuurbescherming gevestigd, een van de wegbereiders van het latere  IUCN. Vermeldenswaard is er de stichting van het eerste nationale park in Afrika, in Belgisch Congo, wat tot diverse Belgische wetenschappelijke expedities heeft geleid. In de beginperiode waren het de dierkundige Jean-Marie Derscheid en de plantkundige Jean Massart die internationaal een belangrijke rol speelden, later de geograaf Edgar Kesteloot. Met de buurlanden zijn er enkele grensoverschrijdende natuurgebieden, te weten Het Zwin, Kalmthoutse Heide en het Natuurpark Hoge Venen-Eifel.

## Soortbescherming en - studie
Sommige organisaties zetten zich in voor bepaalde (groepen) soorten dieren of verrichten veel veldonderzoek. Voorbeelden zijn Koninklijk Belgisch Verbond voor de Bescherming van de Vogels en de gewestelijke vormen zoals de Vogelbescherming Vlaanderen vzw. Deze organisatie pleit voor betere natuur- en vogelwetgeving, beheert een aantal natuurgebieden, coördineert opvangcentra voor vogels en andere dieren, verzorgt natuur- en milieueducatie en ondersteunt een aantal projecten voor bepaalde vogels zoals de kerkuil en de huismus. Ook zijn er voor andere soortgroepen organisaties zoals Arabel voor spinnen.
Daarnaast is er de Jeugdbond voor Natuur en Milieu (JNM).

## Natuur en milieu
De belangrijkste nationale organisatie die zich meer in het algemeen inzette voor natuur en milieu, al dan niet in bepaalde regio's, was tussen 1971 en 1979 de federatie Bond Beter Leefmilieu (BBL)/ Inter-Environment Wallonië. Na 1979 bestonden alleen per gewest dergelijke koepels. Bond Beter Leefmilieu (BBL) is sindsdien de Vlaamse koepelorganisatie van milieu- en natuurverenigingen. BBL telt meer dan 140 lidverenigingen, waaronder WWF-Vlaanderen, JNM (Jeugdbond voor Natuur en Milieu), Natuurpunt, Velt en Greenpeace. Daarnaast zijn er in België dus drie andere milieukoepels: Inter-Environnement Wallonië (Waals gewest), Inter-Environnement Bruxelles (Brussels Gewest, Franstalig) en de Brusselse Raad voor het Leefmilieu (Brussels Gewest, Nederlandstalig).
Deze organisaties ondersteunen de aangesloten verenigingen, proberen het beleid van overheden en bedrijven te beïnvloeden en organiseren campagnes en projecten om het grote publiek bewust te maken.

## Natuur- en milieueducatie (NME)
Bepaalde landelijke en gewestelijke organisaties en personen besteden veel aandacht aan natuur(beschermings)- en milieueducatie. In het begin van de natuurbescherming waren het personen als Frans Segers en Leo Michel Thierry die zich hiermee bezighielden, en soms bepaalde organisaties zoals Wielewaal en de vogelbescherming. Later was er een speciale organisatie met die taak, het Centrum voor Natuur- en Milieueducatie (CVN), maar in 2015 fuseerde CVN met Natuurpunt tot Natuurpunt CVN.

## Overheidsbeleid in België
Het beleid van de Belgische nationale overheid kreeg omstreeks 1970 vorm toen in 1973 de Natuurbehoudswet van kracht werd en in 1976 soorten wettelijke bescherming kregen. Later is het voor een groot deel gedelegeerd naar de gewesten.
In Vlaanderen is hiervoor het Agentschap voor Natuur en Bos (onderdeel van het Ministerie van Leefmilieu, Natuur en Energie) verantwoordelijk.
Een van de belangrijkste pijlers van dit beleid is het "Vlaams Ecologisch Netwerk" dat de ecologische hoofdstructuur vormt en sterk lijkt op het Nederlandse "Natuurnetwerk Nederland". Het Vlaams Ecologisch Netwerk moet uiteindelijk ongeveer 85.000 ha groot worden. De wettelijke basis voor natuurbescherming wordt gevormd door de Natuurbehoudswet en gewestelijke wetgeving, in Vlaanderen het Natuurdecreet. Voor het onderzoek ter ondersteuning van het beheer van en het beleid voor de Vlaamse natuur is er het Instituut voor Natuur- en Bosonderzoek (INBO). De Vlaamse regering wordt geadviseerd door de Milieu- en Natuurraad van Vlaanderen, waarin  het maatschappelijk middenveld is georganiseerd.